# Yaeyama
Yaeyama (ヤイマムニ, Yaimamuni) és una Llenga ryukyuenca del sud parlada per 44.650 persones a les illes Yaeyama, al Japó. Està relacionada amb la llengua miyako. Les noves generacions de les illes Yaeyama utilitzen el japonès com a primera llengua.
Es distingeixen tres grups dialectals:
- Ishigaki
- Iriomote
- Taketomi